# یرز اند یرز
یرز اند یرز (به انگلیسی: Years & Years) گروه موسیقی انگلیسی است که در سال ۲۰۱۰ در لندن تشکیل شد. اعضای آن شامل الی الکساندر به‌عنوان خوانندهٔ اصلی، و نوازندگان مایکی گلدزورثی و امره تورکمن است. موسیقی یرز اند یرز ترکیبی از الکترونیکا، سینث‌پاپ، آر اند بی همراه با مایه‌هایی از موسیقی هاوس دههٔ ۹۰ میلادی است. یرز اند یرز در ژانویهٔ ۲۰۱۵ برندهٔ جایزهٔ «صدای سال ۲۰۱۵» بی‌بی‌سی شد. گروه نخستین آلبوم استودیویی خود را به نام «صمیمیت» در ژوئیهٔ ۲۰۱۵ منتشر کرد. آلبوم از نظر فروش موفق بود و توانست در هفتهٔ نخست در صدر جدول آلبوم‌های برتر بریتانیا جای گیرد.